# Paul Thomik
Paul Thomik est un footballeur allemand né le 25 janvier 1985.

## Palmarès
Vierge